# Adam Rieger
Adam Rieger (ur. 1 października 1909 w Witkowicach, Czechy, zm. 5 maja 1998 w Krakowie) – polski pianista i pedagog.

## Życiorys
Był synem Romana Riegera (1870–1947) oraz Wandy z domu Michejda (1882–1975); wnukiem Franciszka Michejdy (1848–1921); miał rodzeństwo Zygmunta (1902–1971), Jadwigę (1905–1987), Andrzeja (1906–1940) i Jerzego (1919–1986).
W 1928 roku ukończył Konserwatorium Towarzystwa Muzycznego w Krakowie w klasie fortepianu Wiktora Łabuńskiego i dyrygentury Zbigniewa Dymmka. Dalsze studia pianistyczne odbył w Paryżu i Wiedniu u Edwarda Steuermanna oraz na letnim kursie dyrygentury w Salzburgu (1932), a także na Uniwersytecie Jagiellońskim, gdzie ukończył studia muzykologiczne u Zdzisława Jachimeckiego (1938). 
Wykładał na uczelniach w Grodnie i Wilnie, po wojnie poświęcił się pracy w macierzystej uczelni w Krakowie, jako docent od 1956 i jako kierownik katedry i dziekan Wydziału Wychowania Muzycznego w latach 1962–1978.
Jest autorem i redaktorem szeregu pozycji z literatury fortepianowej, które przygotowywał często z Janem Hoffmanem.
Odznaczony m.in. Krzyżem Kawalerskiem (1964), Oficerskim (1975) i Komandorskim (1988) Orderu Odrodzenia Polski. 
Jego żoną była pianistka Maria Bilińska-Riegerowa, mieli troje dzieci: Magdalenę, Annę i Stefana.